# Honda XRV 750 Africa Twin
La Honda XRV 750 Africa Twin est une moto de type trail routier commercialisée par Honda entre 1989 et 2003. Remplaçant la Africa Twin 650 elle fut elle-même remplacée par la Honda CRF 1000 L Africa Twin qui lui succède après des années d'absences au catalogue Africa Twin.